# Ambasada RP w Abu Zabi
Ambasada Rzeczypospolitej Polskiej w Abu Zabi – polska misja dyplomatyczna w stolicy Zjednoczonych Emiratów Arabskich.

## Struktura placówki
- Referat ds. Polityczno-Ekonomicznych
- Wydział ds. Konsularnych
- Referat ds. Administracyjno-Finansowych
- Attaché obrony z siedzibą w Rijadzie

## Historia
Pierwszym polskim przedstawicielstwem w Zjednoczonych Emiratach Arabskich był otwarty w 1988 Polski Ośrodek Handlowy w Dubaju, przekształcony następnie w Biuro Radcy Handlowego. Jego kierownik był w randzie attaché handlowego.
Stosunki dyplomatyczne pomiędzy Polską a Zjednoczonymi Emiratami Arabskimi nawiązano w 1989. Ambasadę polską w Abu Zabi otwarto 11 listopada 1991. Początkowo jej szef miał rangę chargés d’affaires ad interim. Pierwszy polski dyplomata w Abu Zabi w randze ambasadora mianowany został w 1995 - został nim prof. Andrzej Kapiszewski.
W latach 1992–2004 ambasador RP w Abu Zabi akredytowany był również w Omanie, a w latach 1992–2006 w Katarze.
Od 16 września 2024 Ambasada mieści w wieżowcu na ulicy Al Bateen. Wcześniej znajdowała się na rogu ulic Delma i Karamah.